# 플로럴 플로우러브
『플로럴 플로우러브』(フローラル・フローラブ, floral flowlove)는 SAGA PLANETS에 의해 개발되고, 주식회사 비주얼 아츠에 의해 2016년 7월 29일에 발매된 18금 연애 어드벤처 게임이다. 약칭은 『후로후로』(フロフロ)이다.
엔터 그램(エンターグラム)에서 플레이스테이션 4/플레이스테이션 비타판이 2018년 8월 23일에, 닌텐도 스위치판이 2023년 9월 28일에 발매됐다. 또, 모에 APP 스토어(萌えAPPストア)에서 안드로이드판이 2019년 6월 28일에, iOS판이 2020년 1월 17일에 업로드됐다.

## 개요
본작은 SAGA PLANETS의 20번째 작품이다. SAGA PLANETS의 첫 아가씨 학원을 무대로 한 순애 학원 스토리이다.. 학원의 이름은 '세인트 가브리엘 학원'(聖ガブリエレ学園)이라 하고, 양가의 자녀가 다니는 역사 있는 미션계 학원이다. 전작 『하나사키 워크스프링!』(花咲ワークスプリング!)에서 호평을 받은 부분을 도입하면서 스토리성을 강화한 작품이다.

## 줄거리
주인공 사이스 마사타카(斉須 柾鷹、さいす まさたか)가 다니는 명문 종교학교 세인트 가브리엘 학원(聖ガブリエレ学園)에는 '사대천사'(四大天使)라고 불리는 4명의 미소녀가 있다.
어느 날 '사대천사'의 한 명으로 마사타카의 소꿉친구인 미하토 가노(美鳩 夏乃、みはと かの)가 호의를 보이기 시작하고, 그 이후 가노는 맹렬하게까지 좋아하게 되며, 외의 소녀들도 마사타카와의 접점을 가지게 된다.

## 등장인물

### 메인 캐릭터
사이스 마사타카(斉須 柾鷹、さいす まさたか)
본작의 주인공. 어릴 적에 천사와 만난 것을 계기로 사람의 선악을 판별하는 능력(기프트)를 하사받았다. 이에 따라 선의를 가진 자의 등에서 흰 깃털이, 악의를 가진 자의 등에서 검은 깃털이 생기는 것을 볼 수 있으나, 이들의 기준은 마사타카의 양식이나 상식과는 관계가 없다.
미하토 가노(美鳩 夏乃、みはと かの)
성우 - 소라시로 아오(宙白青)
생일 - 2월 14일 / 혈액형 - O형 / 키 - 157cm / B87/W56/H82 / 2학년
캐릭터 디자인 - 혼타니 가나에(ほんたにかなえ)
마사타카의 소꿉친구로 항상 호의를 품고 있다. 역사 있는 양가의 아가씨이지만, 그러한 것을 느낄 수 없을 정도로 밝고 적극적인 성격으로 남녀 관계 없이 인기가 많다. 공부는 잘 못하고, 중하 정도이다. 좋아하는 것은 만화 독서이다. 어릴 때부터 말썽에 휘말리기 쉬운 체질이지만, 본인이 말하길 '수호 천사님이 붙어 있다'라고 하며, 언제나 큰일로 되지 않고 끝나있다.
도키사카 나나오(朱鷺坂 七緒、ときさか ななお)
성우 - 구스하라 유이(くすはらゆい)
생일 - 3월 7일 / 혈액형 - AB형 / 키 - 159cm / B80/W58/H83 / 2학년
캐릭터 디자인 - 도라노스케 (일러스트레이터)(とらのすけ)
가노의 친구로 가노에게 어릴 적 칭찬 받은 것을 계기로 머리카락을 계속 기르고 있다. 그런 한편, 가노의 소꿉친구인 마사타카에 대해 경계심을 가지고 있다. 남이 다가오게 하지 않고, 차가운 부분이 있으며, 흥미가 없을 때는 스마트폰을 보고 있는다. 좋아하는 것은 과자 만들기이다. 심한 방향 음치로 마사타카와 만났을 때도 길에서 헤매었다.
아델하이트 폰 베르크슈트라세(アーデルハイト・フォン・ベルクシュトラーセ, Adelheid von Bergstrasse)
성우 - 아키노 하나(秋野花)
생일 - 5월 22일 / 혈액형 - B형 / 키 - 150cm / B75/W57/H79 / 1학년
캐릭터 디자인 - 마쓰미야 기세리(茉宮祈芹)
중앙유럽의 국가의 공녀인 유학생. 그녀가 부르는 찬미가는 천사의 미성이라고 칭찬 받는 정도이지만, 평소는 나른한 태도를 하고 있고, 걷는 것조차 귀찮을 때는 칠칠치 못한 모습 그대로 마사타카에게 운반되고 있다. 좋아하는 것은 자는 것이다. 평소에 걷는 것이 매우 느려 달팽이와 경쟁을 펼칠 정도이다.
쓰바키 고하네(椿姫 こはね、つばき こはね)
성우 - 다이도 마쓰리(大堂茉莉)
생일 - 11월 11일 / 혈액형 - A형 / 키 - 154cm / B92/W57/H80 / 3학년
캐릭터 디자인 - 아리스에 쓰카사(有末つかさ)
마사타카의 한 학년 위 선배이다. 수도원에서 자랐고, 경건한 신도이다. 용모는 평범하지만, 내면의 아름다움이 천사, 성모로 불리고 있다. 성품이 좋고, 마사타카에 대해서도 세심하게 대해준다. 자신을 낮게 여기는 행위는 엄격하게 대등하게 맞설 수 없는 존재이다. 모세(モーセ)라는 날다람쥐를 키우고 있다. 좋아하는 것은 여행 잡지를 보며 여행을 간 것처럼 느끼는 것이다.

### 서브 캐릭터
사이스 리쿠(斉須 莉玖、さいす りく)
성우 - 고토리이 유카(小鳥居夕花)
생일 - 1월 6일 / 키 - 148cm / B73/W55/H78
캐릭터 디자인 - 혼타니 가나에(ほんたにかなえ)
마사타카의 여동생이다. 감정이 옅고, 차가운 인형과 같은 인상이 있다. 오빠인 마사타카에 대해서도 경칭 없이 부르고, 명령조로 말하는 한편, 심한 응석꾸러기이다. 오빠의 무릎 위를 좋아하고, 자신이 좋아하는 게임이나 만화를 함께 보는 것을 요구해 온다. 손님이 있으면 어느샌가 모습을 감추고, 의외인 장소에서 발견되는 경우도 있다.
아오이 스(碧衣 愁、あおい すう)
성우 - 시보레 레이(四暮れい)
생일 - 12월 25일 / 혈액형 - A형 / 키 - 162cm / B89/W60/H85 / 직원
캐릭터 디자인 - 마쓰미야 기세리(茉宮祈芹)
쓰바키 고하네의 사촌 누이로, 학원에 상주하는 교회 직원이다. 평소는 학원 내의 교회에서 예배를 주관하고, 설교하거나, 학생의 고민을 듣고 고해시켜주는 것을 일로 하고 있다. 상냥한 수녀로 친밀감을 주는 한편, 학원에서 일어나는 문제를 은밀하게 처리하는 이면을 가지고 있다. 수도원에서 자랐기에 남성에 약하고, 마사타카가 좁혀오면 안 된다고 할 수 없게 된다. 좋아하는 것은 뜨개질이다.

## 주제가
오프닝 테마 "floral Summer"
작사 - 가와사키 가이(川﨑海)
작곡·편곡 - 야기누마 사토시(八木沼悟志), 가와사키 가이
노래 - fripSide
엔딩 테마 'Kissin'Me,Kissin'You'
작사 - RUCCA
작곡·편곡 - 야토키 쓰카사(矢鴇つかさ)(Arte Refact)
노래 - 마메코(まめこ)
그랜드 엔딩 테마 'Let there be light'
작사 - 야마시타 신이치로(山下慎一狼)
작곡·편곡 - 마쓰모토 신이치로(松本慎一郎)
노래 - 나카에 미쓰키(中恵光城)

## 발표회
제작진이 여태까지 없었던 새로운 형태로 작품을 발표하고 싶다는 생각으로 크라우드펀딩을 이용한 발표회가 열렸다.
크라우드 펀딩은 비주얼 아츠가 운영하고 있는 One's Future를 매개로 행해졌다. 목표 금액은 100만엔이었으나, 그 3배를 넘는 370만엔 이상이 모였다. 발표회는 2016년 3월 12일에 그리스돈 카페 도쿄(キリストンカフェ東京)에서 행해졌고, 『플로럴 플로우러브』의 캐릭터 비주얼이나 제작진, 주제가, 무비 등이 공개됐다. 출연자는 사회로 오기하라 히데키와 Ayumi., 게스트로 SAGA PLANETS 제작진과 시나리오를 담당한 도타(籐太)가 출연했다.

## 개발

### 광고 활동
발표회 외에도 공식 사이트 등에서 정보 공개가 행해졌다. 2016년 3월 16일에 공식 사이트가 공개됐고, 후에 홈페이지나 블로그용의 응원 배너나 X용의 소재가 배포됐다. 또, 유튜브에서 각 캐릭터(미하토 가노, 도키사카 나나오, 아델하이트 폰 베르크슈트라세, 쓰바키 고하네, 사이스 리쿠, 아오이 스)의 PV가 공개됐다. 2016년 4월 8일부터 유즈 소프트의 작품인 『천연*만화』(千恋*万花)와의 합동 배너 캠페인이 행해졌다. 배포 이벤트도 행해졌고, 『모세가 간다! 전국 다트의 여행』(モーセが行く！ 全国ダーツの旅)에서는 니코니코 생방송 중에 제작진이 다트를 던져 맞은 도도부현을 배포 장소로 해 이벤트를 행했다.

### 제작진
- 원화 / 혼타니 가나에(ほんたにかなえ), 도라노스케(とらのすけ), 마쓰미야 기세리(茉宮祈芹), 아리스에 쓰카사(有末つかさ)
- SD 원화 / 유즈키 가오(柚木ガオ)
- 시나리오 / 도타(籐太), 미쿠리야 미쿠리(御厨みくり), 류 가쿠루(龍岳来), 도이시 히로키(砥石大樹)
- BGM / 마쓰모토 신이치로(松本慎一郎), Arte Refact, 미즈쓰키 료
- 주제가 / fripSide
- 오프닝 무비 / yo-yu (feat.works)
- 감독 / 후루(ふる)
- 원안 / 도타

## 라디오
본 작품의 라디오 방송인 『플로럴 플로우러브 세인트 가브리엘 학원 방송부』(フローラル・フローラブ 聖ガブリエレ学園放送部)가 2016년 4월 21일부터 8월 25일까지 온센(音泉)에서 방송됐다. 부정기 목요일 방송, 총 6회이다. 사회자는 구스하라 유이(くすはらゆい, 도키사카 나나오 역)과 아키노 하나(秋野花, 아델하이트 폰 베르크슈트라세 역)이다.

### 내용주
1. ↑  본 프로젝트에서는 기한까지 지원 총액이 목표 금액에 도달하지 않아도 프로젝트가 성립·실행되는 "All in" 방식을 채용했다.

### 출전
(18세 미만 열람 금지 출전을 포함)
1. 1 2 3  “사랑과 천사의 화려한 연애 이야기. SAGA PLANETS 『플로럴 플로우러브』(愛と天使の華やかな恋物語。SAGA PLANETS『フローラル・フローラブ』)”. 전격히메.com(電撃姫.com). 2016년 3월 25일. 2016년 3월 31일에 원본 문서에서 보존된 문서.
2. 1 2 3 4 5  “플로럴 플로우러브 SPEC(フローラル・フローラブ SPEC)”. SAGA PLANETS. 2016년 5월 23일에 원본 문서에서 보존된 문서.
3. 1 2 3 4 5 6 7 8 9 10  “플로럴 플로우러브 공식 사이트 Home(フローラル・フローラブ 公式サイト Home)”. SAGA PLANETS. 2016년 3월 16일에 원본 문서에서 보존된 문서.
4. 1 2 3 4 5 6 7  “칼럼(コラム)”. 아키바 Blog(アキバBlog). 2016년 3월 17일. 2016년 3월 20일에 원본 문서에서 보존된 문서.
5. 1 2 3 4  비주얼 아츠 (2016년 4월 20일). “플로럴 플로우러브 OP 무비(フローラル・フローラブ OP ムービー)”. 유튜브. 2016년 4월 21일에 원본 문서에서 보존된 문서.
6. ↑  SAGA PLANETS (2016년 3월 16일). “포스트 내용”. X.
7. 1 2 3  비주얼 아츠 (2016년 3월 16일). “플로럴 플로우러브 미하토 가노 CV: 소라시로 아오(フローラル・フローラブ　美鳩 夏乃（みはと かの）　ＣＶ：宙白 青)”. 유튜브. 2016년 3월 21일에 원본 문서에서 보존된 문서.
8. ↑  “『플로럴 플로우러브』의 무대는 아가씨가 배우고 기도하고 장난치는 아름다운 학원(『フローラル・フローラブ』の舞台はお嬢さまが学び祈り戯れる、美しき学園)”. 전격히메.com(電撃姫.com). 2016년 3월 25일. 2016년 3월 29일에 원본 문서에서 보존된 문서.
9. 1 2 3 4 5 6  “플로럴 플로우러브 공식 사이트 Character01(フローラル・フローラブ 公式サイト Character01)”. SAGA PLANETS. 2016년 3월 16일에 원본 문서에서 보존된 문서.
10. 1 2 3 4 5 6  “플로럴 플로우러브 공식 사이트 Character02(フローラル・フローラブ 公式サイト Character02)”. SAGA PLANETS. 2016년 3월 16일에 원본 문서에서 보존된 문서.
11. 1 2 3 4  “플로럴 플로우러브 공식 사이트 Character03(フローラル・フローラブ 公式サイト Character03)”. SAGA PLANETS. 2016년 3월 16일에 원본 문서에서 보존된 문서.
12. 1 2 3 4 5 6 7 8  “플로럴 플로우러브 공식 사이트 Character04(フローラル・フローラブ 公式サイト Character04)”. SAGA PLANETS. 2016년 3월 16일에 원본 문서에서 보존된 문서.
13. 1 2 3 4 5 6  “플로럴 플로우러브 공식 사이트 Character05(フローラル・フローラブ 公式サイト Character05)”. SAGA PLANETS. 2016년 4월 2일에 원본 문서에서 보존된 문서.
14. 1 2  “칼럼(コラム)”. 아키바 Blog(アキバBlog). 2016년 4월 28일. 2016년 6월 5일에 원본 문서에서 보존된 문서.
15. 1 2 3 4 5 6 7  “플로럴 플로우러브 공식 사이트 Character06(フローラル・フローラブ 公式サイト Character06)”. SAGA PLANETS. 2016년 4월 2일에 원본 문서에서 보존된 문서.
16. ↑  “SAGA PLANETS 신작 발표회 개최 프로젝트(SAGA PLANETS 新作発表会 開催プロジェクト)”. SAGA PLANETS. 2016년 3월 21일에 원본 문서에서 보존된 문서.
17. ↑  “One's Future”. 2016년 3월 15일에 원본 문서에서 보존된 문서.
18. 1 2 3 4  “SAGA PLANETS 신작 발표회 프로젝트-프로젝트-(SAGA PLANETS 新作発表会プロジェクト -プロジェクト-)”. One's Future. 2016년 3월 5일에 원본 문서에서 보존된 문서.
19. ↑  “SAGA PLANETS 신작 발표회 프로젝트-활동 보고-(SAGA PLANETS 新作発表会プロジェクト -活動報告-)”. One's Future. 2016년 3월 25일에 원본 문서에서 보존된 문서.
20. ↑  “플로럴 플로우러브(フローラル・フローラブ)”. SAGA PLANETS. 2016년 3월 16일에 원본 문서에서 보존된 문서.
21. ↑  SAGA PLANETS (2016년 3월 19일). “SAGA PLANETS X 2016년 3월 19일”. X (소셜 네트워크).
22. ↑  “천*후로 합동 캠페인(千＊フロ合同キャンペーン)”. SAGA PLANETS. 2016년 4월 12일에 원본 문서에서 보존된 문서.
23. ↑  “플로럴 플로우러브 다트의 여행(フローラル・フローラブ ダーツの旅)”. SAGA PLANETS. 2016년 5월 25일에 원본 문서에서 보존된 문서.
24. 1 2 3  “세인트 가브리엘 학원 방송부(聖ガブリエレ学園放送部)”. 온센(音泉). 2016년 3월 18일에 원본 문서에서 보존된 문서.

## 관련 문서
- 걸즈 크로스 크로니클(ガールズクロスクロニクル) - 미소녀 게임의 크로스오버 작품이었다. 장르는 RPG. PC 브라우저 게임과 안드로이드 애플리케이션에 대응했다. 기본 H신(야한 장면) 등의 이벤트는 게임 '플로럴 플로우러브'의 것을 그대로 유용하고 있었으나, 2017년 8월의 최후 서비스 종료 시 이벤트의 아델하이트의 흰 수영복의 것만은 새로 그린 CG+시나리오로 되어있었다.(2017년 8월 31일에 서비스 종료)